# V-League 2015/16 (Südkorea)
Die V-League 2015/16 war die 12. Spielzeit der Profi-Volleyballliga Südkoreas. Die Saison begann am 14. November 2015 und endete am 24. März 2016 mit den Meisterschaftsfinale. Titelverteidiger war Ansan OK Savings Bank Rush & Cash.

## Teilnehmende Mannschaften
| Verein                             | Ort       | Halle                | Kapazität |
| ---------------------------------- | --------- | -------------------- | --------- |
| Ansan OK Savings Bank Rush & Cash  | Ansan     | Sangnoksu-Arena      | 2.285     |
| Cheonan Hyundai Capital Skywalkers | Cheonan   | Yu-Kwan-sun-Arena    | 5.482     |
| Daejeon Samsung Fire Bluefangs     | Daejeon   | Chungmu-Arena        | 6.000     |
| Uijeongbu KB Insurance Stars       | Uijeongbu | Uijeongbu-Sporthalle | 6.240     |
| Incheon Korean Air Jumbos          | Incheon   | Gyeyang-Arena        | 4.270     |
| Seoul Woori Card Wibee             | Seoul     | Jangchung-Sporthalle | 4.618     |
| Suwon KEPCO Vixtorm                | Suwon     | Suwon-Arena          | 5.145     |

## Saison

### Hauptrunde
Die Männer-V-League setzte sich in der Saison 2015/16 aus sieben Mannschaften zusammen, die zunächst in drei Hin- und drei Rückrunden gegeneinander antraten.

### Tabelle
In der V-League gilt für den Spielbetrieb folgende Punkteregel: Für einen 3:0- oder einen 3:1-Sieg gibt es drei Punkte, für einen 3:2-Sieg zwei Punkte, für eine 2:3-Niederlage einen Punkt und für eine 1:3- oder 0:3-Niederlage keinen Punkt. Bei Punktgleichheit entscheidet zunächst die Anzahl der gewonnenen Spiele, dann der Satzquotient (Divisionsverfahren) und schließlich der Ballpunktquotient (Divisionsverfahren).
|                            | Verein                                | Anz. Spiele | Punkte | Gew. Spiele | Verl. Spiele | Sätze | Bälle |
| -------------------------- | ------------------------------------- | ----------- | ------ | ----------- | ------------ | ----- | ----- |
| 1.                         | Cheonan Hyundai Capital Skywalkers    | 36          | 81     | 28          | 8            | 92:41 | 0:0   |
| 2.                         | Ansan OK Savings Bank Rush & Cash (M) | 36          | 71     | 23          | 13           | 81:52 | 0:0   |
| 3.                         | Daejeon Samsung Fire Bluefangs        | 36          | 66     | 23          | 13           | 79:63 | 0:0   |
| 4.                         | Incheon Korean Air Jumbos             | 36          | 64     | 21          | 15           | 76:58 | 0:0   |
| 5.                         | Suwon KEPCO Vixtorm                   | 36          | 47     | 14          | 22           | 64:76 | 0:0   |
| 6.                         | Uijeongbu KB Insurance Stars          | 36          | 28     | 10          | 26           | 47:91 | 0:0   |
| 7.                         | Seoul Woori Card Wibee (P)            | 36          | 21     | 7           | 29           | 39:97 | 0:0   |
| Stand: Ende der Hauptrunde |                                       |             |        |             |              |       |       |

|     | Meisterschafts-Finalteilnehmer        |
|     | Meisterschafts-Halbfinalteilnehmer    |
|     | Meisterschafts-Viertelfinalteilnehmer |
| (M) | Südkoreanischer Meister 2014/15       |
| (P) | KOVO-Pokal-Sieger 2015                |

### Meisterschaftsrunde
An den Meisterschaftsspielen nahmen die besten vier Mannschaften der Hauptrunde teil. Zuerst spielte im Viertelfinale der Dritt- gegen den Viertplatzierten, und der Gewinner traf im Halbfinale auf den Zweitplatzierten der Hauptrunde. Der Gewinner des Halbfinalspiels traf im Finale auf den Erstplatzierten der Hauptrunde. Im Finalspiel wurde schließlich die Meisterschaft ausgespielt.

### Viertelfinale
| Datum      | Team 1                         | Team 2                    | Ergebnis |
| ---------- | ------------------------------ | ------------------------- | -------- |
| 10.03.2018 | Daejeon Samsung Fire Bluefangs | Incheon Korean Air Jumbos | 3:1      |

### Halbfinale
| Datum          | Team 1                            | Team 2                         | Ergebnis       |
| -------------- | --------------------------------- | ------------------------------ | -------------- |
| 12./14.03.2016 | Ansan OK Savings Bank Rush & Cash | Daejeon Samsung Fire Bluefangs | 2:0 (3:0; 3:1) |

### Finale
| Datum                  | Team 1                             | Team 2                            | Ergebnis                 |
| ---------------------- | ---------------------------------- | --------------------------------- | ------------------------ |
| 18./20./22./24.03.2016 | Cheonan Hyundai Capital Skywalkers | Ansan OK Savings Bank Rush & Cash | 1:3 (0:3, 0:3, 3:1, 1:3) |